# Застава Перуа
Застава Перуа је усвојена 1825. године. Састоји се од црвене и беле боје. Осмислио ју је аргентински генерал Хосе де Сан Мартин.